# Matt Dawson
Matthew James Sutherland Dawson (Birkenhead, 31 de octubre de 1972) es un exjugador británico de rugby que se desempeñaba como medio scrum. Actualmente se dedica a la filantropía.

## Carrera
Matt Dawson debutó en primera con Northampton Saints en 1991. No pudo conseguir títulos locales con los Saints pero si la máxima competición continental; la Copa de Campeones de 1999/00.
Fue convocado a la selección de rugby 7 de Inglaterra para disputar la primera Copa del Mundo de Rugby 7. El seleccionado inglés ganó el torneo.
En 2004 Northampton no le renovó el contrato, en cambio fue adquirido libre por London Wasps. Con las avispas ganaría la liga y la Anglo-Welsh Cup. Se retiró una vez finalizada la temporada en 2006, luego de 15 años de carrera y a la edad de 33 años.

### Participaciones en Copas del Mundo
Disputó la Copa del Mundo de Gales 1999 donde Inglaterra fue eliminada en cuartos de final ante los Springboks. Jugó su último Mundial en Australia 2003 donde el XV de la Rosa se consagró campeón del Mundo.
| Mundial                       | Sede      | Resultado        | PJ | Tries |
| ----------------------------- | --------- | ---------------- | -- | ----- |
| Copa Mundial de Rugby de 1999 | Gales     | Cuartos de final | 5  | 2     |
| Copa Mundial de Rugby de 2003 | Australia | Campeón          | 5  | 1     |

## Palmarés
- Campeón del torneo de las Seis Naciones de 1996, 2000, 2001 y 2003 con Grand Slam.
- Campeón de la Copa de Campeones de 1999/00.
- Campeón de la Aviva Premiership de 2004-05.
- Campeón de la Anglo-Welsh Cup de 2005–06.